# Бекке, Флориан
Флориан Бекке (нем. Florian Becke, 15 марта 1983, Гархинг) — немецкий бобслеист, разгоняющий, выступающий за сборную Германии с 2002 года. Чемпион мира среди юниоров, чемпион мира в программе смешанных состязаний по бобслею и скелетону, чемпион Европы, неоднократный победитель и призёр национальных первенств. Прежде чем перейти в бобслей, на любительском уровне занимался лёгкой атлетикой.

## Биография
Флориан Бекке родился 15 марта 1983 года в городе Гархинг, федеральная земля Бавария. Заинтересовался спортом уже с юных лет, активно занимался лёгкой атлетикой, бегал на спринтерские дистанции, а в 2002 году решил попробовать себя в бобслее и в качестве разгоняющего присоединился к немецкой юниорской команде. Долгое время не показывал сколько-нибудь значимых результатов, вплоть до 2006 года, когда неожиданно выиграл национальное первенство Германии и взял золото на молодёжном чемпионате мира. С этого момента к нему пришла некоторая известность, спортсмена стали брать на крупные международные старты, постепенно он закрепился в десятке сильнейших на Кубке Европы и в 2009 году стал наконец обладателем этого трофея. Также в этом сезоне выиграл две медали младшего чемпионата мира: бронзовую в двойках и серебряную в четвёрках.
В 2010 году, находясь в экипаже перспективного пилота Мануэля Махаты, вновь расположился на первой строке общего зачёта Кубка Европы. Но наиболее успешным в карьере Бекке получился 2011 год, когда он вновь стал чемпионом Германии, выиграл золото в четвёрках на домашнем чемпионате Европы в Винтерберге, удостоился звания чемпиона мира в программе смешанных состязаний по бобслею и скелетону, а также несколько раз финишировал первым на различных этапах Кубка мира — в итоге их команда поднялась в общем зачёте до первой позиции и удерживала лидерство до самого конца соревнований. В сезоне 2012/13 Бекке пришлось конкурировать с пришедшими молодыми разгоняющими, поэтому большинство своих стартов он провёл на менее значимых второстепенных турнирах. Тем не менее, спортсмен надеется вновь закрепиться в элите и поехать на зимние Олимпийские игры 2014 года в Сочи.
Помимо занятий бобслеем, Флориан Бекке является также военнослужащим в немецкой армии. Имеет высшее образование в сфере бизнеса, увлекается компьютерами, в свободное время любит играть в футбол и баскетбол.